# Сатубалдин, Жомарт Жахангереевич
Жомарт Жахангереевич Сатубалдин (род. 11 июля 1975, Алма-Ата) — казахстанский гребец-каноист, выступал за сборную Казахстана на всём протяжении 2000-х годов. Участник летних Олимпийских игр в Сиднее, бронзовый призёр чемпионата мира, серебряный призёр Азиатских игр в Дохе, двукратный чемпион Азии, победитель многих турниров республиканского и международного значения.

## Биография
Родился 11 июля 1975 года в Алма-Ате Казахской ССР. В конце 1990-х годов дебютировал в гребной команде Казахстана, несколько раз попал в число призёров на различных этапах Кубка мира.
Благодаря череде удачных выступлений удостоился права защищать честь страны на летних Олимпийских играх 2000 в Сиднее — стартовал здесь вместе с напарником Константином Негодяевым в двойках на дистанциях 500 и 1000 метров, в первом случае сумел дойти до финала и показал в решающем заезде седьмой результат, тогда как во втором случае добрался только до стадии полуфиналов, где тоже финишировал седьмым.
Первого серьёзного успеха на взрослом международном уровне добился в 2005 году, когда попал в основной состав казахстанской национальной сборной и побывал на чемпионате мира в хорватском Загребе, откуда привёз награду бронзового достоинства, выигранную в зачёте одиночных каноэ на дистанции 200 метров — в финале уступил только украинцу Валентину Демьяненко и россиянину Максиму Опалеву. Год спустя выступил на Азиатских играх в Дохе, где стал серебряным призёром в одиночках на пятистах метрах — лучше него финишировал только олимпийский чемпион из КНР Ян Вэньцзюнь. Ещё через год получил бронзу на чемпионате Азии в корейском Хвачхоне, заняв третье место в программе каноэ-одиночек на двухсотметровой дистанции.
Последний раз показал сколько-нибудь значимый результат на международной арене в сезоне 2009 года, когда выступил на азиатском первенстве в Тегеране и совместно с Вячеславом Степановым одержал победу сразу в двух дисциплинах, в двойках на двухстах и пятистах метрах. Вскоре по окончании этих соревнований принял решение завершить карьеру профессионального спортсмена, уступив место в сборной молодым казахстанским гребцам.
Ныне проживает в Алма-Ате, работает тренером по гребле на байдарках и каноэ. Имеет высшее образование, окончил Казахский государственный институт физической культуры.